# جيمس مونرو (سائق سباق)
جيمس مونرو (بالإنجليزية: James Munro)‏ هو سائق سباق نيوزيلندي، ولد في 20 يناير 1997 في كرايستشرش في نيوزيلندا.

## روابط خارجية
- جيمس مونرو على موقع DriverDB.com (الإنجليزية)